# Молотковичский сельсовет
Молотко́вичский сельсове́т (белор. Малоткавіцкі сельсавет; до 1954 года — Жабчицкий) — административная единица в Пинском районе Брестской области Беларуси. Административный центр — агрогородок Молотковичи.

## История
Образован 12 октября 1940 года как Жабчицкий сельсовет в составе Жабчицкого района Пинской области. Центр-деревня Жабчицы. С 8 января 1954 года в составе Брестской области. 16 июля 1954 года сельсовет переименован в Молотковичский, центр перенесён в деревню Молотковичи. С 14 октября 1957 года в составе Пинского района. 22 декабря 1959 года деревни Большая Вулька, Житновичи и Изин переданы в состав сельсовета из Завидчицкого сельсовета.

## Состав
В состав сельсовета входят следующие населённые пункты:
- Большая Вулька — деревня
- Домашицы — деревня
- Жабчицы — деревня
- Житновичи — деревня
- Залесье — деревня
- Изин — деревня
- Молотковичи — агрогородок
- Садовый — посёлок
- Чернеевичи — деревня